# 芬斯蓬市镇

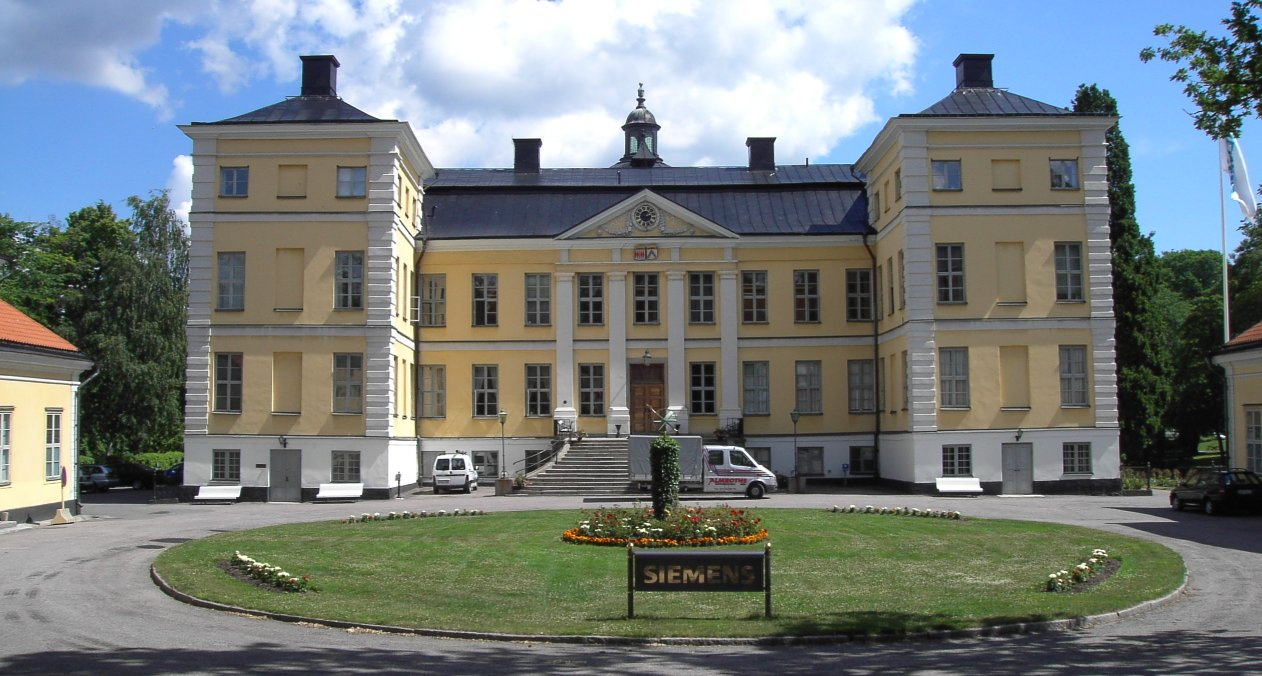
芬斯蓬城堡

芬斯蓬市镇（瑞典語：Finspångs kommun）是瑞典东南部东约特兰省的一个市镇。其治所位于芬斯蓬。